# 印度尼西亞鱭
印度尼西亞鱭（学名：Coilia borneensis）為輻鰭魚綱鲱形目鳀科的其中一種，分布於中西太平洋的印尼海域，本魚從頭向尾部逐漸變細，腹部圓潤，上頷短未能達到鰓蓋前，胸鰭鰭條細長，臀鰭長，並與尾鰭相連，尾鰭短小，臀鰭軟條80條，體長可達12.4公分，棲息在河口或沿海。
其种加词“borneensis”意为“婆罗洲的”。